# Conchas
Conchas este un oraș în São Paulo (SP), Brazilia.